# Râul Valea Priboiului
Râul Valea Priboiului este un curs de apă, afluent al râului Olt. 